# Стеатопигия
Стеатопиги́я (от греч. στέαρ, род. п. στέατος «жир» и πυγή «ягодицы») — повышенное отложение подкожного жирового слоя на ягодицах. Встречается, как правило, у женщин.
Сильное развитие жировой прослойки на ягодицах генетически заложено у некоторых народов Южной Африки и Андаманских островов. У койсанских народов (готтентоты, бушмены), а также у зулу выдающиеся ягодицы являются признаком женской красоты.
Фигурки доисторических женщин, обнаруженные в пещерах Южной Франции и Австрии, и некоторые наскальные росписи свидетельствуют о том, что стеатопигия была широко распространена в верхнем палеолите в первобытных обществах Европы.